# Tagebuch einer Gänsemutter
Tagebuch einer Gänsemutter ist der Titel einer vierzehnteiligen Fernsehdokumentation des WDR und eines gleichnamigen Buches von Angelika Hofer aus dem Jahr 1989.
Angelika Hofer bekommt von einem Bauern zehn Grauganseier geschenkt und zieht die Küken in ihrem Blockhaus am Hopfensee auf. Die Brutglocke ersetzt das Gefieder der Gänsemutter und Hofer redet mit den Küken im Ei. Wie schon die Gans Martina bei Konrad Lorenz beginnen die Küken sich nach dem Schlüpfen auf ihre Ersatzmutter zu prägen. Sie bringt ihnen das Schwimmen und Fliegen bei. Im Verlauf der Aufzuchtarbeit muss Hofer längere Zeit nach Südamerika reisen, aber auch nach ihrer Rückkehr wird sie von den Gänsejungen wiedererkannt. Ein Jahr wird Angelika Hofer mit der Kamera begleitet und am Schluss der Dokumentation wird sie Gänseoma.
Tagebuch einer Gänsemutter lief ab Dezember 1989 donnerstags im Nachmittagsprogramm der ARD. Jede Folge dauerte 15 Minuten. Die Serie wurde auch auf VHS-Videokassette veröffentlicht.